# Städtisches Leibniz-Gymnasium Remscheid
Das Städtische Leibniz-Gymnasium Remscheid ist eine seit 1827 bestehende Schule in Remscheid, die sich seit 1986 im Schulzentrum Klausen im Stadtbezirk Lüttringhausen befindet.

## Geschichte
Als private Bürgerschule am 9. Januar 1827 gegründet, wurde die Anstalt 1873 zu einer Realschule ausgebaut. Ab 1886 wurde sie zu einem Reform-Realgymnasium entwickelt, das im Jahr 1901 zum ersten Mal das Abitur abnahm und ab 1907 einen eigenen Realschulzweig erhielt, 1937 erhielt sie als Städtische Oberschule für Jungen den Namen „Hindenburg-Schule“. 1946 wurde die Schule im Zuge der Schulreform zum Städtischen Naturwissenschaftlichen Gymnasium mit Latein als 1. Fremdsprache. 
Als „Leibniz-Gymnasium“ wurde die Schule ab 1967 mit der Einweihung des neuen Gebäudes in der Remscheider Brüderstraße 6–8 geführt. 1986 musste sie der Gesamtschule Platz machen und wurde daher zum 8. September in das neun Kilometer entfernte Schulzentrum Klausen verlegt.

## Gegenwart
Im Leibniz-Gymnasium sind Erziehungs- und Bildungsarbeit gleichrangig. Durch das Angebot an Fördermaßnahmen wird dabei den unterschiedlichen Begabungsprofilen sowohl der schwächeren als auch der stärkeren Schüler Rechnung getragen. Das Leibniz-Gymnasium bietet seit dem Schuljahr 2006/2007 ab der fünften Klasse für die Sekundarstufe I neben Regelklassen auch Klassen mit einem Freiarbeitskonzept nach den Prinzipien von Maria Montessori an.